# Willy Steiner
Willy Steiner (* 5. Mai 1910 in Öhringen; † 3. Oktober 1975 in Hannover) war ein deutscher Dirigent und Geiger.

## Leben
Willy Steiner wurde als jüngstes von zehn Kindern des Musikdirektors Adolf Steiner geboren. 1912 zog die Familie nach Berlin. Steiner erhielt seine musikalische Ausbildung zunächst von seinem Vater, der in Berlin eine eigene Musikschule leitete, alle fünf Brüder wurden später bekannte Musiker. Er galt als hochbegabt, was ihm bereits mit 15 Jahren die Aufnahme des Geigenstudiums an der Berliner Musikhochschule bei Gustav Havemann ermöglichte. Er studierte an der Hochschule von 1926 bis 1929 und absolvierte dort ebenfalls Dirigierstudien.
Bereits im Alter von 14 Jahren trat Steiner erstmals mit seinen Brüdern öffentlich auf. Mit ihnen bildete er ein Streichquartett, mit dem er erste Auftritte in der Berliner Singakademie absolvierte. Das Quartett spielte in der Besetzung Karl und Willy Steiner (Violine), Adolf Steiner (Cello), Fritz Steiner (Bratsche, Fritz war später an der Berliner Oper engagiert). Seit 1925 erfolgten regelmäßige Auftritte auch in anderen Besetzungen mit Unterhaltungsmusik am Berliner Rundfunk im Vox-Haus.
Von 1933 bis 1945 war Steiner am Reichssender Berlin Leiter des kleinen Berliner Funkorchesters, das zunächst aus acht, ab 1936 aus 15 Musikern bestand. Zwischen 1937 und 1939 spielte er bei der Deutschen Grammophon 22 Aufnahmen ein, mit Programmen von leichter Klassik bis zu Salon- und Filmmusik. Auch trat er mit seinem Orchester einmal im Tonfilm in Erscheinung: 1939 im Terra-Film Die Stimme aus dem Äther. Die Kapelle Willy Steiner stand 1944 in der Gottbegnadeten-Liste des Reichsministeriums für Volksaufklärung und Propaganda.
Nach Ende des Zweiten Weltkriegs ging Steiner zunächst nach Hamburg, wo er 1946 für den NWDR eine kleine Orchesterformation aufbaute, das Radio-Tanzorchester Hamburg (heute NDR Bigband). Von 1947 bis 1948 war er Chefdirigent des Hamburger Rundfunkorchesters. 1950 wurde er Chefdirigent des vom NWDR in Hannover neu gegründeten Rundfunkorchesters Hannover (heute NDR Radiophilharmonie), das er bis zu seinem Tod im Jahr 1975 leitete. Unter seiner Leitung entwickelte sich das Orchester zu einem der deutschen Spitzenorchester. Steiner unternahm mit dem Orchester zahlreiche Konzertreisen und arbeitete mit international bekannten Künstlern wie Dawid Oistrach, Yehudi Menuhin und Mstislaw Rostropowitsch zusammen. Das Repertoire reichte von vorklassischen Kammeropern bis hin zu moderner Unterhaltungsmusik und beinhaltete auch selten gespielte Werke und zeitgenössischer Musik.
Steiner war mit der Schauspielerin Evy Gotthardt verheiratet. Sie lebten 1958 im Modersohnweg 5 in Hannover.

## Filmografie
- 1939: Die Stimme aus dem Äther. Regie: Harald Paulsen

## Filmdokumentationen
- Das Rundfunkorchester bei der Arbeit. Filmdokumentation einer Orchesterprobe mit Willy Steiner (NDR-Nordschau vom 26. Oktober 1971)
- Eröffnung des neuen Sendesaales des NDR in Hannover. Mit Ausschnitten einer Orchesterprobe mit Willy Steiner (NDR-Nordschau vom 9. September 1963)

## Diskografie (Auswahl)

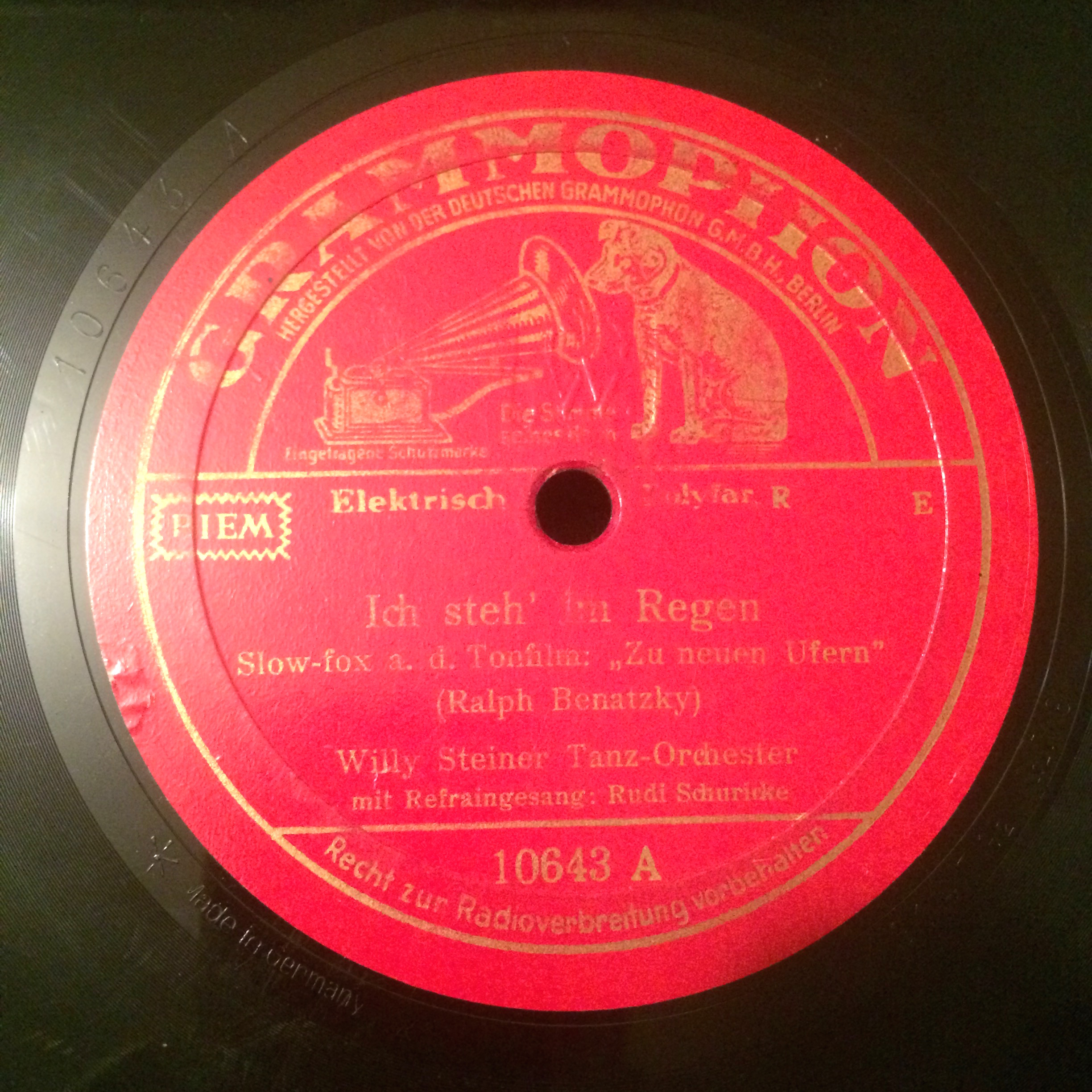
Grammophonplatte von Willy Steiner (1937)

- Neapolitanisches Ständchen (Gerhard Winkler) / Balkan (Jo Knümann), Willy Steiner Künstler-Orchester. Grammophon 47.084, 1937
- Menuett (W.A. Mozart) / Serenade (Joseph Haydn) Willy Steiner Konzert-Orchester. Grammophon 47.139, 1937
- Chinesischer Hochzeitszug (Lucius Hosmer) / Die Mühle im Schwarzwald (Richard Eilenberg), Willy Steiner Konzert-Orchester. Grammophon 47.166, 1937[9]
- Ich steh' im Regen (Ralph Benatzky) / Tiefe Sehnsucht (Ralph Benatzky), Willy Steiner Tanz-Orchester, Refrain: Rudi Schuricke. Grammophon 10.643, 1937
- 40 Jahre Rundfunkorchester Hannover des NDR 1950 bis 1990. Willy Steiner dirigiert Eine Nacht auf dem kahlen Berge von Modest Mussorgsky. CD (Hrsg. NDR)
- August Klughardt (1847–1902): Auf der Wanderschaft-Suite op.67. NDR Radiophilharmonie, Willy Steiner. Hrsg. NDR/WDR (CD, Sterling; 2012)